# Лезгинская мифология
Лезгинская мифология — комплекс мифологических представлений, характерный для лезгин, одного из коренных народов Республики Дагестан. Несмотря на то, что в настоящее время лезгины являются мусульманами, некоторые элементы доисламских верований и легенд продолжают сохраняться на уровне праздников и традиций.
На формирование лезгинской мифологии значительно повлияли контакты с языческими верованиями других народов (шумеров, аккадцев, египтян, греков, армян и так далее), а также постепенное развитие на Кавказе монотеизма (христианства, ислама и зороастризма).

## Мифологическая картина мира
В представлениях лезгин, Земля и Небо покоились на рогах гигантского Красного быка (Яру Яц, бог земли Ген), в свою очередь стоявшего на Большой воде. Сама вселенная, соответственно, состояла из трех частей в виде вертикально расположенных сфер: Небесный мир, Наземный мир и Подземный мир, основанием которых была Большая вода. При этом присутствовало и дуалистическое деление вселенной на светлую (Экуь дэне) и темную (МичIи дэне) стороны. К первой относились Небесный и Наземный мир, а Подземный мир олицетворял темную сторону бытия.
Небесный мир был населен божествами, героями и добрыми духами и делился на семь малых сфер:
- седьмая (верхняя) сфера - обитель верховного бога Рагъ.
- шестая сфера - обитель бога Алпана.
- пятая сфера - обитель остальных богов (Яр, Гудул и прочие).
- четвертая сфера - обитель героев (Шарвили, Кас-Буба, Хиб и прочие).
- третья сфера - обитель добрых духов и сестер бога Эрена.
- вторая сфера - обитель праведных душ.
- первая сфера - обитель птиц.

Наземный мир являлся миром людей, животных и растений. Он находился в центре Вселенной. Важное место в наземном мире у лезгин занимал культ гор. Священными считались гора Гаф сув, с вершины которой Алпан обратился к людям и послал к ним свод законов; гора Ба-сар, в пещере которой исчез Бог-творец после сотворения вселенной; гора Бармак, на которой Бог-творец оставил свою шапку, сшитую из семи тысяч овечьих шкур; гора Гъуцар сув (Гора богов), сотворенная богом Эреном, которую каждый год посещали его дочери, возвещая воскрешение богини Яр (приход весны). Предполагалось, что именно гора Гъуцар сув была сакральным центром, вокруг которого возникла древняя лезгинская государственность. Считалось, что на вершине священных гор обитали души предков лезгин.
Подземный мир так же, как и Небесный мир, состоял из семи малых сфер, но делился при этом на две части:
- Царство мертвых. По лезгинским поверьям, смерть наступала вследствие отделения души от тела. Этот процесс был подконтролен богу смерти Ардаву, который забирал сущность тела погибшего в свое царство. Многочисленные предметы (металлические и керамические изделия, орудия труда, украшения и так далее), погребенные вместе с усопшими, свидетельствуют об убеждении, что эти предметы попадут в Царство мертвых вместе с покойником и облегчат ему загробную жизнь. Страбон упоминал об этом факте, говоря, что жители Кавказской Албании хоронят вместе с покойником все свое имущество, а сами живут в бедноте.
- Царство сил зла. Самая отдаленная от поверхности часть Подземного мира. Здесь в последней, седьмой сфере, обитают злые боги и демоны, а правит ими хтонический бог Сед (Афат). Считалось, что, когда Большая вода породила солнечного бога Рагъ, за его колесницей выплеснулась нечистая вода, в которой были темные боги и духи. Какая-то их часть сумела сбежать, скрывшись в подземных пещерах. Впоследствии они поднимались на поверхность в виде змей, чтобы незаметно творить свои темные дела.

Переходить между тремя мирами могли только боги, герои и души погибших, но иногда боги могли наделить этой способностью и простого человека. Для перехода использовались ветви Мирового древа и радужный мост. Считалось, что Мировое древо произрастало от самой Большой воды до седьмой сферы Небесного мира. Изображали его в виде тополя.

## Космогонические мифы
Согласно поверьям лезгин, в самом начале была тьма, в которой сверкал Бог-творец. Он создал Небо и Землю, а затем Красного быка (Яру Яц), поставив на его рога созданный им мир. Самого быка Бог-творец поместил на Большую воду, оплодотворил ее и породил из Большой воды солнечного бога Рагъ. Затем Бог-творец создал Алпана, бога огня и молнии. Тот с помощью молний разделил Небо и Землю между собой.

## Антропогонические мифы
Лезгины полагали, что люди были сотворены либо Богом-творцом, либо солнечным богом Рагъ по поручению первого. Изначально бог создал только человеческие тела, использовав для этого землю, а затем, через год, поместил в них души, являющиеся частичками Бога-творца. Таким образом, тело является смертным, а душа пребывает в вечности. Первые люди спустились с Небесного мира в Наземный мир на солнечных лучах. Они были великанами и жили по 500 лет, но затем боги решили решили уменьшить их возраст и рост до нынешних значений. Также в преданиях повествуется, что первых людей, мужчину и женщину, звали Кас и Кас. Исследователи связывают это с самоназванием лезгин «ксар» или «касар» (множественное число имени «Кас»). Прародителя лезгинского народа, происходившего из числа первых поколений людей, звали Кас-Ба (дед касов).
Когда человек умирал, его душа со временем возвращалась по Дороге душ в «Хранилище судеб», расположенное в Небесном мире. И таким же образом возвращалась обратно, чтобы вселиться в тело новорожденного. Чтобы попасть в «Хранилище судеб», душам приходилось преодолевать могильный холод (сурун фул), останавливаясь и разжигая костры, чтобы согреться. Люди могли увидеть эти костры с Земли, глядя на ночное небо, на котором переливался Млечный путь.
Оставшееся без души тело умершего человека вновь рождалось в загробном мире. Поэтому лезгины хоронили покойников в позе, идентичной внутриутробному расположению ребенка.
Через какое-то время после создания людей Рагъ направил к людям Алпана, чтобы тот довел до них свод священных табу. Алпан опустился на вершину горы Гаф сув и передал людям слово верховного бога:

«Кас (“человек”)! Слушай, помни и соблюдай табу верховного бога! Не перечь богам! Не губи свою душу! Не будь ничьим рабом! Не отступай от правды! Не предавай! Не гаси чужой очаг! Называй родиной родную землю!»

Как гласит легенда, чтобы понимать слова Алпана, тогда же люди были обучены речи и научились разговаривать друг с другом. Считается, что Алпан раздал языки всем остальным народам.
Также у лезгин существовало предание о возникновение сословий и профессий. Оно гласило, что пастухи произошли от мужчины и женщины, посланных горным богом Телом на Землю. Возникновение рыбаков и охотников аналогичным образом приписывается водному богу Пили, а за созданием земледельцев и ремесленников стоял лесной бог Чали. Воины же были сотворены небесным богом Балом.
Впоследствии среди лезгин под влиянием ислама и христианства также был распространен вариант мифа о Всемирном потопе. Считалось, что к праведному человеку по имени Итем (мужчина) спустился ангел Джабраил и призвал его уйти на самую высокую гору. В течение семи дней и ночей шли сильные дожди, затопившие весь мир, кроме горы, на которой укрылся Итем. Таким образом, все люди, кроме Итема, были уничтожены, но после своего спасения тот обратился к Богу и попросил его вновь населить Землю людьми. Что и было сделано.

## Пантеон божеств
- Бог-творец — демиург. Олицетворялся с легендарными прародителями лезгинского народа. Исчез после создания Вселенной.

### Астральные божества
- Рагъ (Солнце) — верховный бог солнца. В преданиях является творцом людей и противником древних хтонических божеств, защищавшим лезгинские племена от захватчиков (персов и арабов). Иногда изображался в виде царя на золотой колеснице с четырьмя красными конями.
- Алпан — бог огня и молнии, также выполняющий функцию стража справедливости. Лезгины до сих пор называют молнию «алпандин цӀай» - огонь Алпана. Также ему приписывали создание Семи священных табу, которые обязан был соблюдать каждый лезгин.
- Варз (Луна) — двуликое божество луны. Одно лицо Варз, его светлая сторона, обращено навстречу верховному богу Рагъ, а второе, темное, смотрит в сторону хтонических божеств. Варз почитали, но относились к нему с недоверием.

Среди них наибольшим почетом пользовался бог солнца Рагъ, влияние которого можно проследить в виде многочисленных изображений на археологических находках, а также в специфике похоронных обрядов лезгин. Так, нередко лезгины хоронили покойника с поднятой к солнцу рукой и обращенным в том же направлении лицом. Лезгинские божества Рагъ, Алпан и Варз соответствуют указанному Страбоном культу главных божеств Кавказской Албании (Гелиос, Зевс, Селена), в состав которой также входили лезгинские племена.

### Аграрные божества
- Яр — умирающая и воскресающая богиня природы. В настоящее время среди лезгин сохраняется праздник Яран Сувар (праздник богини Яр), знаменующий приход весны. Являлся ключевым праздником лезгинского народа.
- Гудул — бог погоды. Во время совершения обрядов, лезгины старались пробудь в Гудуле чувство жалости к людям, чтобы он вызвал дождь или солнце.
- Ген (Яру Яц (Красный бык), Ччил) — бог земли. Представлялся в виде огромного быка, державшего на своих рогах Землю. Мог вызывать разрушительные землетрясения.
- Эрен (Эран), Нерен) — бог морей и рек. Считалось, что дочери Эрена каждый год посещали гору Шалбуз и каждое село, чтобы возвестить о воскрешении богини Яр. Схожесть легенды о Эрене и его дочерях с древнегреческой легендой о Нерее и нереидах заставляет исследователей предполагать существование контактов между предками лезгин и эллинами[1].

### Хтонические божества
- Сед (Афат) — бог злых дел. Возможно заимствование схожего бога у древних египтян. Имел зооморфную внешность.
- Алпаб — богиня зависти и мести. Представлялась в виде обнаженной женщины с распущенными длинными рыжими волосами, закрывающими лицо. У нее имелись сильно отвислые груди, которые Алпаб перекидывала за плечи. Чаще всего причиняла вред беременным и детям. Поскольку Алпаб боялась огня и шума, лезгины, чтобы прогнать ее, устраивали шумные факельные шествия.
- Алапехъ — божество мрака и антипод Алпана. Имел зооморфную внешность. Помощник Седа.
- Ардов — бог смерти и правитель Царства мертвых. Считалось, что он принадлежал к первому поколению людей, но был наказан за свои грехи и обречен на служение богом смерти. Единственный из хтонических божеств, кто не занимается злодеяниями, а повинуется воле Верховного бога[1].

### Прочие божества
- Яргъи руш — богиня радуги.
- Тарлац — бог изобилия.
- Арчан — богиня семейного очага
- Тел — бог гор.
- Чали — бог лесов.
- Бал — бог неба.
- Пили — бог воды[2].

## Праздники
- Яран Сувар — праздник богини Яр.
- Хиб Сувар
- Арба — праздник цветов и солнца.
- KIapy — праздник черешни.
- Вацракъар — праздник новой луны.

### Обряды
- Пешапаяр — призыв дождя.
- Гунияр — призыв солнца.
- Мехъер — свадьба.
- Йикъар — похороны.
- Сер — паломничество к священным горным вершинам[2].